# Hesperelaea
Hesperelaea, monotipski biljni rod iz porodice maslinovki
Rod je opisan u Proceedings of the American Academy of Arts and Sciences 11: 83. 1876.

## Opis
Jedina vrsta je H. palmeri, maleno endemsko stablo sa otoka Guadalupe. Pronađena su samo tri živa stabla, u kanjonu na istočnoj strani; mlađa stabla nisu opažena, ali mnogo mrtvih stabala (Watson 1875), i pretpostavlja se da je ova vrsta već izumrla